# As-Sura
As-Sura, en arabe : الصورة,  est un village du gouvernorat de Hébron en Palestine, situé à 15 km au sud-ouest de Hébron, au sud-ouest de la Cisjordanie.
Selon le recensement du bureau central palestinien des statistiques, la localité compte une population de 3 941 habitants en 2017.